# Orgoványi rétek
Az Ágasegyháza és Orgovány községek között elterülő, mocsarakkal, láprétekkel, nedves kaszálókkal, szikesekkel és homokbuckákkal tarkított táj 1976 óta védett, mint tájvédelmi körzet, 1990-es átminősítése óta a Kiskunsági Nemzeti Park törzsterülete. 
Az Orgoványi rétek területe két nagy egységre osztható. Keleti részén az Ágasegyházi- és Orgoványi rétek élővilágát az időszakos vízhatások határozzák meg. A mocsarakhoz, üde rétekhez nyugat felől festői szépségű homokbuckavidék csatlakozik.

## Kialakulás
A pannóniai időszak után túlnyomórészt vízzáró képződmények maradtak, ez alól a felső-pannon egyes szakaszai kivételek, ekkor homokos, kőzetlisztes, lápi agyagos (mocsári)rétegek rakódtak le. A felső pliocént a kezdeti durva, kavicsos üledék után felfelé finomodó, homokos üledékek jellemzik. A pliocén legvégére már a mai Duna-Tisza köze keleti része is feltöltődött, azaz a Pannon-tenger erre az időszakra már teljesen visszahúzódott, a Duna-Tisza köze nyugati részéről eltűnt. A tavi üledékképződést folyóvízi üledékképződés váltotta fel. A pleisztocénben az Ős-Duna hordalékkúpot építve, északnyugat-délkelet irányban folyt a Dél-alföldi süllyedék felé. Ebben az időszakban a Duna-Tisza köze nyugati része kimaradt a folyóvízi akkumulációból, a keleti részen a gyakori mederáthelyeződések mellett, folyóvízi kavics-, homok-, és kőzetliszt- (lösz) rétegek rakódtak le (alsó pleisztocén). A ciklusosan lerakott üledékek a felszín felé finomodnak, ahol a folyóvízi homok uralkodóvá válik. A pleisztocén száraz-térszíni löszök nemcsak a felszín alatti futóhomokréteget tagolják, hanem a felszínen is megjelennek a futóhomok térszíneket lösztakaróként beborítva. A vastag futóhomok rétegeket 1-5 méter vastag lösz, homokos lösz, löszös homok fedheti. A felső pleisztocénbeli homokmozgások eredménye az a 6-7 km hosszú, 4-5 km széles akkumulációs homokbucka-felszín, amely Ágasegyháza és Orgovány között terül el. A nagy kiterjedésű homokmezőket szélfújta mélyedésekben kialakult vizenyős nádas-zsombékosok, úgynevezett semlyékek tagolják. A löszös finom homokra települő futóhomok-rétegek képződése a fenyő-nyír (preboreális) fázisban indult meg. A záródó növénytakaró kifejlődése rövid idő múlva a homokmozgás megszűnéséhez és a talajképződés megindulásához vezetett. Az egykori és a mai mélyedéseket kitöltő 10-80 cm vastag karbonátiszap (dolomitiszap) a holocén korban képződött. Az Orgoványi-rétek Délkeleti folytatását a lepelhomokkal tagolt karbonátiszapos laposok jelzik. A holocén változó éghajlata a vegetáció életfeltételeinek módosításán keresztül a felszínalakító folyamatokra is hatással volt. Mintegy kilencezer évvel ezelőtt az éghajlat melegebbre és szárazabbra fordult, ami kisebb mértékű homokmozgást eredményezett és a sekélyebb lápok kiszáradásához vezetett. A szubboreális fázis a kontinentalitás erősödésével a ma természetesnek tekintett vegetáció kialakulását eredményezte, míg napjainkban annak antropogén eredetű károsítása zajlik.

## Geomorfológia
A Duna-Tisza közi Homokhátság, ahol az Orgoványi rétek is találhatóak, 30-40 méterrel "óraüvegszerűen" magasodik a Duna illetve a Tisza ártere fölé. Legmagaseabb pontja 123 méterrel a Hollós-halom. A homokbuckák helyi formakincsére a garmada-szélbarázda, maradékgerinc formaegyüttes és a parabolabucka előfordulása jellemző. Gyakoriak a homokbuckákon megtalálható kisebb méretű mezo- és mikroformák, például homokfodrok, széllyukak és szélzászlók is. A homokbuckás térszín meredeken alacsonyodik le az Ágasegyházi- és Orgoványi-rétek felé. Az egykori mocsarak egy nagyméretű észak-északkelet-dél-délnyugat irányú deflációs laposban alakultak ki, amelyet az azonos irányú szél formált.

## Növényvilág
Az Alföld a Közép-Európai flóraterületen belül a Pannóniai flóratartomány (Pannonicum) része. A Duna-Tisza közi Hátság az Eupannonicum flóravidékén belül a Praematricum flórajáráshoz tartozik.

### Nádasok(Scirpo-Pharagmitetum austro-orientale)
A nádon (Phragmites australis) kívül kívül a gyékény (Typha latifolia, T. angustifolia), vízi harmatkása (Glyceria maxima), sárga nőszirom (Iris pseudacorus), közönséges lizinka (Lysimachia vulgaris) fordul elő leggyakrabban. A tavi medence feltöltődésével megjelent a zsombéksás (Carex elata) valamint a szivárgó vízű területeken a bugás sás (Carex paniculata) a tápanyagban szegény területeken a rostostövű sás (Carex appropinquata).

### Magassásos társulások(Caricetum)
Keskeny sávban a nádasokat kísérik. Előforduló fajok: zsombéksás (Carex eleata), rostostövű sás (Carex appropinquata), mocsári aggófű (Senecio paludosus), mocsári lednek (Lathyrus palustris).

### Rekettyés fűzlápok(Calamagrosti-Salicetum)
Láprétek, zsombéksásosok tőzeganyagán kialakult, kevés fajból álló társulás. Domináns cserjefaj a rekettyefűz (Salix cinerea). Megtalálható még a kutyabenge (Fragula alnus) az ebszőlő csucsor (Solanum dulcamara) a dárdás nádtippan (Calamagrostis canescens).

### Kiszáradó vagy kékperjésláprétek(Molinietum coeruleae v. Sucisso-Molinietum hungaricae)
A réti talajokon, vagy a leromlott szikesedő réti talajokon fordulnak elő, ahol a talajvíz csak ritkán éri el a felszínt, azért a tőzegrétegek kotusodása is megfigyelhető. Jellemző fajok kékperje (Molinietum coerulea), mohar sás (Carex panicea), kornistárnics (Gentiana pneumonanthe), buglyos szegfű (Dianthus superbus), szibériai nőszirom (Iris sibirica). A láprétek szikesedő területein sziki cickafark (Achillea asplenifolia), sziki őszirózsa (Aster tripolium).

### Fehér tippanos mocsárrét(Agrostetum albae)
Domináns a fehértippan (Agrostis stolonifera), előfordul még réti szittyó (Juncus compressus), réti perje (Poa pratensis), közönséges perje (Poa trivialis).

### Szolonyec szikfoknövényzet(Puccinellietum limosae hungaricum)
A sziki gyepek és a sziki mocsárrétek köztes társulása. A hosszabb ideig nedvesen maradó szolonyeces talajfoltokon a következő növények fordulnak elő leggyakrabban: sziki mézpázsit (Piccinelia limosa), sziki őszirózsa (Aster tripolium), bárányparéj (Camphorosma annua), sziki üröm (Artemisia santonicum).

### Sziki kákás(Bolboschoenetum maritimi continentale)
Szikikáka (Bolboschoenus maritimus), egypelyvás csetkáka (Eleocharis uniglumis).

### Egyéves homoki gyep(Brometrum tectorum secaletosum)
Túllegeltetett vagy felszántott gyepek, felhagyott homoki szőlők, kiritkuló akácosok helyén jelenik meg. Fő növényfajai: fedél rozsnok (Brometrum tectorum), vadrozs (Secale silvestre). A tápanyagban gazdag talaj a gyomnövények megtelepedésének kedvez: selyemkóró (Ascepias syriaca), ürömlevelű parlagfű (Ambrosia elatior) stb.

### Nyílt homokpuszta-gyep(Festecum vaginatae danubiale)
Ez a társulás jelenti a futóhomok elsődleges pionír megkötőjét. Uralkodó faja a homoki csenkesz (Festuca vaginata), nem alkot zárt gyeptakarót, csomói közt fedetlen homokfelszín marad. Jellemző pázsitfűféle a deres fényperje (Koeleria galuca). A nyílt homokpuszta-gyepeken számos védett növényfaj megtalálható: homoki báránypirosító (Alkanna tinctoria), homoki vértő (Onosma arenaria), homoki varjúháj (Semdum hillebrandtii), fekete kökörcsin (Pulsatilla nigricans), homoki nőszirom (Iris hummilis ssp. palustris), kék szamárkenyér (Echinops ritro subsp. ruthenicus), fényes poloskamag (Corsipermum nitidum), naprózsa (Fumana procubens), csikófark (Ephedra dystachia).

### Szürkekákás homoki gyep(Festecum vaginatae holoshoenosum)
Talajvízhez közelebbi termőhelyen, a buckaközökben fordul elő.

### Cinegefüzes buckaközi homoki gyep(Festecum vaginatae salicetosum rosmarinifoliae)
A talajvíztől erősen függő, törpecserjés társulás. Uralkodó faja a rozmaringlevelű fűz (Salix rosmarinifolia). Megjelennek a cserjék is.

### Borókás buckák(Festecum vaginatae juniperetosum)
Az Orgoványi homokbuckák növényzete a benövényesedés köztes stádiumát mutatja a fülöpházi buckavidék és a bugaci homokbuckás szukcessziója között. A talajvízszint gyökérzónától való nagy távolsága miatt zárt erdőborítás nem tud létrejönni, a borókák között csak néhány letörpült sarj eredetű nyárfa (Populus alba, Populus canescens) található. A bokrok közt a homokpuszta-gyep fajai találhatóak.

### Buckaközikékperjés láprét(Molinio-Salicetum rosmarinifoliae)
Jellemző fajok: kékperje (Molinietum coerulea), serevényfűz (Salix repens ssp. rosmarinifolia), homoki káka (Holoschoenus romanus).

### Zárt homokpusztarét(Astragalo-Festecum rupicolae danubiale)
Fajgazdag társulás, uralkodó faja a pusztai csenkesz (Festuca rupicola), további jellemző fajok: kunkorgó árvalányhaj (Stipa capillata), élesmosófű (Chrysopogon gryllus), pusztai kutyatej (Euphorbia segureiana), homoki imola (Centaurea arenia) stb.

### Homoki legelő(Potentillo-Festucetum pseudovinae danubiale)
Jellemző fajok: sziki csenkesz (Festuca pseudovina), homoki pimpó (Potentilla arenaria), mezei iringó (Eryngium campestre), csillagpázsit (Cynodon dactylon).

### Sziki sásrét(Agrostio-Caricetum distansis hungaricum)
Jellemző fajok: tarackos tippan (Agrostis stolonifera), réti sás (Carex distans), sziki őszirózsa (Aster tripolium).

## Állatvilág
Az Orgoványi rétek legismertebb medvelepke faja a Metelka-medvelepke (Rhíparioides metelkanus). Az első példányát Metelka Ferenc dabasi gyógyszerész 1859-ben találta, lakóhelye közelében. A kíméletlen gyűjtés és a mocsarak lecsapolása következtében 1941-ben az utolsó példányok is eltűntek a klasszikus élőhelyéről. A hazánkból kipusztultnak vélt lepkefajt 1973-ban sikerült újra felfedezni. Ez a ritka lepkefaj kizárólag az édesvízű mocsarakat lakja. Hernyójának a különböző mentafajok a tápnövényei. Gubószövedékét, amelyben bebábozódik, rendszerint a mocsári gólyahír leveleinek fonákára erősíti. A lepkék rajzási ideje július első hete. Halak közül a legemlítésre méltóbb a lápi póc (Umbra krameri). Nádi énekes madarak közül az évek óta nem aratott avas nádasokban fészkel a cserregő nádiposzáta (Acrocephalus scirpaceus), a foltos nádiposzáta (Acrocephalus scoeniculus), a nádirigó (Acrocephalus arundinaceus) a nádi tücsökmadár (Locustella loscinioides), előfordul még a nádasok igazi gyöngyszeme a fülemülesitke (Acrocephalus melanopogon) is. A réteken rendszeresen költ bíbic (Vanellus vanellus), piroslábú cankó (Tringa totanus), nagy goda (Limosa limosa), túzok (Otis tarda), ugartyúk (Borhinus oedicemus), a fákkal szegélyezett réteken, borókásban a szalakóta (Coracias garrulus), facsoportban kék vércse (Falco vespertinus). Emlősök közül említésre méltó a patkányfejű pocok (Microtus oeconomus), a jégkorszakból visszamaradt (reliktum) állatfajnak ez a terület a legdélibb lelőhelye. A tájvédelmi körzet, később a nemzeti park alapításakor még bizonyítottan előfordult a területen, elpusztult példányát 1982-ben még megtalálták, jelenleg ragadozó madarak köpeteiben található csontokat vizsgálják.

## Megközelítés, látogathatóság
A területet három országos közút, Ágasegyházánál az 5301-es, Orgoványnál pedig az 5302-es és az 5303-as út érinti, ezeken közelíthető meg az 52-es vagy az 54-es főutak irányából.
A vádett terület az Orgoványról induló Pimpó-, és az ágasegyházi Rekettye tanösvényeken járható be. A tanösvények útvonalát fehér nyíl jelzi. A két tanösvényt a piros négyzet jelzésű túraút köti össze Ágasegyháza és Orgovány települések között. A piros négyzet jelzésű túraút az Ágasegyházát érintő piros sáv jelzésű túraútvonalról ágazik le a Sándortelepi iskola (volt tanyasi iskola) közelében. Ágasegyházán az iskola előtt, Orgoványon a falu közepén, a Művelődési ház előtt térképes információs táblák segítik a tanösvények megtalálását.

### Rekettye tanösvény
A Rekettye tanösvény az Orgoványi rétek földtani fejlődését, felszínrajzát és élővilágát, valamint a területre jellemző tanyavilágot mutatja be. Hossza: 2,3 km, az útvonal jelzése piros négyzet és egész évben bejárható gyalogosan vagy kerékpárral.
Ágasegyháza Kecskeméttől mintegy 16 kilométerre délnyugatra fekszik; a megyeszékhelyről autóbusszal is elérhető. A Rekettye tanösvény első állomásához a Sándortelepre, az Ágasegyházán keresztülhaladó piros sáv jelzésű túraútvonal vezet. A tanösvény kiindulópontja Ágasegyháza-Sándortelep utolsó épületénél van.
Állomások:
1. Orgoványi rétek A Kiskunsági Nemzeti Park Orgoványi rétek nevű területe magába foglalja a mocsaras Ágasegyházi- és Orgoványi rétet, a Csíra-szék szikeseit, és a nyugati részen húzódó 105-125 méter tszf. magasságú homokbucka-vonulatokat (Sashegy 121 m, Vaskapu 120 m, Hollós-halom 123 m). A 20 km hosszú Kunadacs-orgoványi buckavonulat keleti oldalán több nagyméretű szélformálta lapos húzódik. Az 5-10 km hosszú, 2-3 km széles, északnyugat-délkeleti futású mélyedéseket szikes tavak (pl. Kondor-tó, Csíra-szék) és mocsarak (Ágasegyházi-rét, Orgoványi-rét) töltik ki. A hajdan vízgazdag terület a belvízelvezetések miatt részben kiszáradt. Az itt található tavak, hajdani kővágó helyek, nádasok, mocsarak, gyepek, erdők, szántók, szőlők és gyümölcsösök mozaikjai a több évszázados, a természet adta lehetőségeket figyelembe vevő tájhasználatot tükrözik.
2. Az Orgoványi rétek földtani fejlődése, felszíne. A védett terület a Duna-Tisza közi Hátság része. A Hátság az ország legnagyobb (7500 km2) homokvidéke. A felszín közelében több tíz méter vastagságban szél szállította üledékeket találunk: váltakozó vastagságban futóhomok- és löszrétegek települtek egymásra. Ez a rétegképződés a földtörténeti negyedidőszak klímaingadozásainak ritmusát tükrözi. A pleisztocén jégkorszak száraz, hideg periódusaiban lösz, a felmelegedési szakaszok száraz időszakaiban futóhomok rakódott le. A futóhomokot a szél az uralkodó széliránynak megfelelően északnyugat-délkeleti buckasorokba rendezte. A homok a Duna hajdani hordalékkúpjából származik. A folyam a pleisztocén időszak elején még a mai Duna-Tisza közén átlósan folyt. Bő félmillió éve azonban már mai észak-déli futású völgyében halad. Ez időtől jellemző a szél szállította üledéksor felhalmozódása a mai hátság területén, így Ágasegyháza és Orgovány térségében is.
3. Tanyasi gazdálkodás. A vidék jellegzetes tanyás térség. Még ma is látni sok lakott, vagy már elhagyott tanyát, melyeket vízmentes magaslatokra, a szárazabb buckák és a nedvesebb rétek érintkezési sávjában építettek. A tanyavilág kialakulása a törökdúlás után elnéptelenedett Kiskunság újratelepülésével indult. A tanyasi gazdaság olyan szerves egység volt, amely alkalmazkodott a természeti viszonyokhoz. Az itt élők ennek alapján több lábon álló mezőgazdasági tevékenységet folytattak. Az állattartás mellett a tanya körüli földeket is megművelték. A tanyához vezető utat fasorok szegélyezték, amik a szél ellen adtak védelmet. A tanyák lakó és gazdasági épületeihez az állattartás építményei társultak. A tanya körül jobbára volt rét, legelő, vályogvető gödör, szőlő, gyümölcsös és kert is. A tanya körüli facsoportok adtak enyhelyet az állatok és az ember számára. Sokszor a téli tüzelőt is innen szerezték be. A tanyaudvarokon álló eperfák termése a szárnyasok és a disznók számára jelentett kiegészítő takarmányt. A tanyasi gazdálkodást az 1960-as évek társadalmi változásai igencsak visszaszorították. Napjaink egyik feladata az egykori tanyavilág építészeti formáinak megőrzése és a még fellelhető tanyasi gazdálkodás fenntartása.
4. A terület vízviszonyai. Az Ágasegyházi- és Orgoványi-rét laposai korábban tartósan vízzel borított sekély tavak, semlyékek voltak. A csapadék, a magasabban fekvő homokbucka vonulatok felől a medencékbe áramló felszíni víz, és a talajvizek táplálták ezeket a tavakat. A talajfelszín közelében kialakuló karbonátiszapos, réti mészköves üledékek, és az agyagos-szikes talajok jó vízzáró réteget képeztek. Az 1960-as években kialakított Kolon-tavi övcsatorna a terület felszíni vizeinek elvezetését, a talajvizek szintjének süllyedését eredményezte. A tómedrek sorozatát csatornákkal összekötötték, vizüket közvetett módon a Dunába vezették. A tartós vízhiány a korábbi nedves és vizes élőhelyeket jelentősen átalakította. Ma kiszáradó láprétek és szikes gyepek jellemzik az egykori tavak környékét.
5. Jellemző növénytársulások. Egy terület növényvilágának meghatározói a talaj-, a víz és az időjárási viszonyok. A korábbi kedvező vízellátásnak köszönhetően a mélyebb részeken nádasok, zsombéksásos és magassásos társulások jöttek létre. Az Ágasegyházi-réten a láprétekből és zsombékosokból sokfelé rekettyefüzes lápok alakultak ki. Az időszakosan vízzel borított térszíneken az üde- és kiszáradó láprétek uralkodnak; a vízhiány miatt azonban a szikesekre jellemző növényzet is megfigyelhető. A korábbi mocsárréteket fehér tippanos (Agrostis stolonifera) rétek váltották fel. Ezek szomszédságában, ahol a talajvíz mélyebben van, réti csenkeszes (Festuca pratensis) és franciaperjés (Arrhenatherum elatius) kaszálók találhatók. A magasabb fekvésű részeket száraz homoki gyepek társulásai jellemzik.
6. A rétek madárvilága. A területre leginkább jellemző madárfajok az ugartyúk (Burhinus oedicnemus), a fehér gólya (Ciconia ciconia), a túzok (Otis tarda), a kis őrgébics (Lanius minor), a barna rétihéja (Circus aeruginosus), a vörös vércse (Falco tinnunculus) és a kígyászölyv (Circaetus gallicus). Itt, a tanösvény utolsó állomásán, megfigyelőtorony található, melyről széttekintve a látogató elé tárul az Orgoványi rétek panorámája, a nedves rétekkel, erdőfoltokkal tarkított, nagy kiterjedésű puszta.

### Pimpó tanösvény
A Pimpó tanösvény az Orgoványi rétek változatos élőhelyeit ismerteti meg a látogatókkal. Hossza: 5800 m az útvonal jelzése piros négyzet egész évben bejárható gyalogosan és kerékpárral.
A tanösvény első állomása az orgoványi Művelődési központ előtt álló információs táblától kb. 3.4 kilométerre van.
1. A csatorna élővilága. Az 1950-60-as években megindult intenzív csatornaépítések célja a terület felszíni vizeinek elvezetése volt. A védett területeken a természetvédelmi szempontból szükséges vízszint biztosítása a csatornákon lévő zsilipek segítségével oldható meg. A csatornák vize sok védett hal és kétéltű számára biztosít élőhelyet. Ezek szolgálnak táplálékul az ide látogató nagykócsagok és szürke gémek számára. A jellemző fajok: lápi póc (Umbra krameri), réti csík (Misgurnus fossilis), ezüstkárász (Carassius auratus gibelio), tarajos gőte (Triturus cristatus), pettyes gőte (Triturus vulgaris), tavi béka (Pelophylax ridibundus), kis tavibéka (Pelophylax lessonae), kecskebéka (Rana esculenta), barna varangy (Bufo bufo), zöld varangy (Bufo viridis) és vöröshasú unka (Bombina bombina).
2. Csíra-szék. Az Orgoványi rétek délnyugati nyúlványában helyezkedik el a Csíra-szék, amely egykor a homokhátságra jellemző buckaközi meszes-szódás szikes tó volt. Az 1940-es években még mintegy 5 hektáros kiterjedésű szabad vízfelület jellemezte. A jelentős talajvízszint süllyedés következtében azonban a tó nyílt vize eltűnt és a mederben nádas – tavi kákás és szikes mocsári növényzet telepedett meg.
3. Az Orgoványi rétek állatvilága. A változatos élőhelyek sokféle állatnak adnak otthont. A lepkéket a délelőtti napsütésben láthatjuk. Hernyóikat főleg a tápnövényükön érdemes keresni. A madarak és az emlősök főként a kora reggeli és az alkonyati órákban aktívak. A jellemző fajok: Metelka medvelepke (Rhyparioides flavidus metelkanus), homoki szemeslepke (Hipparchia statilinus), kutyatejszender (Celerio euphorbiae), egerészölyv (Buteo buteo), bíbic (Vanellus vanellus), nagy póling (Numenius arquata), szalakóta (Coracius garrulus), gyurgyalag (Merops apiaster), vaddisznó (Sus scrofa), kései denevér (Eptesicus serotinus).
4. Homoki erdőtelepítések A homokterületek fásításának egyik célja a futóhomok megkötése volt. Gazdasági megfontolásokból mégis sok esetben a természetes állapotú félig kötött és kötött homokfelszínekre, kerültek az ültetvények. Kezdetben nyárfákat később nagy területeken akácosokat telepítettek. Sokszor a természetvédelmi , szempontból értékes homoki gyepekre is tájidegen fafajokat ültettek. Ezek a faültetvények fajszegény társulások, melyekben a lágy- és fás szárú gyomfajok rendkívüli módon elszaporodnak. A fásítás nagymértékben hozzájárult az eredeti ligetes sztyeppe, táj eltűnéséhez. Jellegzetes tájidegen növényfajok a fekete fenyő (Pinus nigra), az erdeifenyő (Pinus sylvestris), a fehér akác (Robinia pseudoacacia) és a selyemkóró (Asclepias syriaca).
5. Őshonos fás szárú növények a homokon A természetes homoki erdők mára jelentősen megfogyatkoztak. Egykoron a fás szárú növényzet a jobb termőhelyeken zárt társulásokat alkotott, jobbára azonban csak ligetesen fordult elő. A jellemző erdőtársulások a borókások, borókás-nyarasok, fehér- és szürke nyár erdők és a pusztai tölgyesek voltak. Ma főleg telepített erdők, legelők és szántók foglalják el az egykori természetes erdők helyét.
6. Nyílt homokpuszta-gyepek Az Orgoványi rétek homokterületeinek gyeptársulásai nagy változatosságot mutatnak. Nyílt homoki gyepek, csenkeszes átmeneti homoki gyepek, buckaközi üde és zárt füvű gyepek jellemzik a területet. Ennél az állomásnál főleg a nyílt homoki gyepek növényzetét figyelhetjük meg. Sok bennszülött (endemikus), védett növényfajt találhatunk itt: nyár közepétől nyílik a homoki imola (Centaurea arenaria), szeptembertől pedig a homoki kikerics (Colchicum arenarium) virágzik. A nyílt homoki társulásokra jellemző, hogy csupán a talaj 60-70%-át borítja ritkás növényzet, melynek uralkodó fűféléje a magyar csenkesz (Festuca pallens susp. pannonica). Tövei között zuzmó- és mohafajok telepednek meg. A gyepek fenntartásához hozzájáruló legeltetés megszűnése következtében előretörő cserjék a beerdősülési folyamat megkezdődését jelzik.